# Крешенци, Пьер Паоло
Пье́р Па́оло Креше́нци (лат. Petrus Paulus Crescentiensis, итал. Pier Paolo Crescenzi; 1572, Рим, Папская область — 19 февраля 1645, там же) — представитель римского рода Крешенци, доктор юриспруденции, кардинал-епископ Палестрины и Порто-Санта Руфины.
Кандидат на место римского папы во время конклава 1644 года. Коллекционер произведений искусства, прежде всего античной и ранней христианской скульптуры. Друг святого Филиппа Нери.

## Биография

### Ранние годы и юность
Пьер Паоло Крешенци родился в Риме в 1572 году в семье Вирджилио Крешенци, барона де Монторио и Костанцы, урождённой маркизы Дель Драго. Он был старшим братом художника и архитектора Джованни Баттисты Крешенци.
Воспитывался ораторианцами, которым особое покровительство оказывали его родители. На всю жизнь Пьера Паоло связала крепкая дружба со святым Филиппом Нери, основателем этой конгрегации. Позднее он дважды свидетельствовал о нём на процессе по его канонизации. Окончив Римскую коллегию, поступил в университет в Перудже, где изучал церковное и светское право. Окончил его со степенью доктора юриспруденции и избрал церковное служение.
Карьеру при папском дворе начал в 1596 году с должности аббревиатора великого парка. В феврале 1601 года был назначен правителем Орвьето. Получил титул апостольского протонотария. В мае 1608 года был переведён на должность референдария Трибуналов Апостольской Сигнатуры правосудия и милости. 10 сентября 1609 года Пьер Паоло был назначен генеральным аудитором Апостольской Палаты. Вероятно, одновременно с этим назначением, он был возведён в сан священника, но точная дата его рукоположения неизвестна.

### Кардинал
Папа Павел V 17 августа 1611 года возвёл его в кардиналы, а 12 сентября того же года ему был присвоен титул кардинала-священника Санти-Нерео-эд-Акиллео. 14 июля 1612 года он был номинирован в епископы Риети. 12 апреля того же года в церкви Санта-Мария-ин-Валичелла в Риме состоялась его хиротония, которую возглавил кардинал Бонифацио Каэтани, епископ Кассано.
В куриальной политике поддерживал тесные отношения с кардиналами Барберини — Антонио и Маффео, будущим римским папой Урбаном VIII. На конклаве 1621 года не поддержал кардинала Пьетро Кампори, креатуру кардинала Шипионе Боргезе, несмотря на то, что входил в партию последнего. Самостоятельно проголосовал за кардинала Алессандро Людовизи, который и стал римским папой под именем Григория XV.
В благодарность за это, 17 марта 1621 года Пьер Паоло был переведён на кафедру Орвьето, которую занимал до 23 мая 1644 года. При этом он сохранил за собой титул кардинала-священника Санти-Нерео-э-Акиллео. В 1624 году провел епархиальный синод. Пригласил иезуитов, передав им церковь Санти-Апостоли в Орвьето. Способствовал распространению в епархии марианского культа. Как эксперт, входил в комиссию по выработке критериев признания культов мучеников раннего периода церковной истории. Участвовал на конклаве 1623 года, на котором римским папой был избран его друг, кардинал Маффео Барберини.
Во время Тридцатилетней войны был сторонником про-испанской партии, оказавшей сильное давление на понтифика, требуя от него поддержать Габсбургов в борьбе с протестантами. 8 октября 1629 года ему был присвоен титул кардинала-епископа Палестрины, который 1 июля 1641 года был заменён на титул кардинала-епископа Порто-Санта Руфины. Последний он носил до самой смерти.

### Последние годы
Оставаясь кардиналом-епископом Порто-Санта Руфины, с июля 1641 по февраль 1645 года был вице-деканом Коллегии кардиналов. На конклаве 1644 года его кандидатура рассматривалась, как одна из возможных на место понтифика, но был избран кардинал Джамбаттиста Памфили, ставший римским папой под именем Иннокетия X.
Пьер Паоло был увлечённым коллекционером произведений искусства. Он превратил свой дворец в Риме в некое подобие музея. Особенно многочисленными в его собрании были древние античные и христианские скульптуры. Коллекцию кардиналу помогал собирать его друг, археолог Джованни Дзаратино-Кастеллини. Ныне большая часть этой коллекции находится в Оксфорде в Арунделском собрании скульптур.
Пьер Паоло Крешенци умер в Риме около полуночи 19 февраля 1645 года. Он был похоронен 22 февраля того же года в крипте церкви Санта-Мария-ин-Валичелла. Над его могилой у ступеней алтаря изображён герб рода Крешенци.